# Oncella curviramea
Oncella curviramea är en tvåhjärtbladig växtart som först beskrevs av Adolf Engler, och fick sitt nu gällande namn av Danser. Oncella curviramea ingår i släktet Oncella och familjen Loranthaceae. Inga underarter finns listade i Catalogue of Life.